# Déimos (mythologie)
Pour les articles homonymes, voir Déimos.
Dans la mythologie grecque, Déimos ou Deimos (en grec ancien Δεῖμος / Deîmos, « terreur ») est le fils d'Arès et d'Aphrodite, frère de Phobos et d'Harmonie, suivant les versions. Il incarne la terreur.
Il a laissé son nom à Déimos, une des deux lunes de Mars.
Il suit son père Arès sur le champ de bataille, accompagné de son frère jumeau, Phobos. Il est parfois représenté conduisant le char du dieu de la Guerre.

## Culture populaire
- Dans le jeu vidéo God of War: Ghost of Sparta, Déimos est le frère cadet de Kratos.
- Dans le jeu vidéo Assassin's Creed Odyssey, dont l'action se situe dans la Grèce antique, le bras armé du culte de Kosmos se nomme Déimos.
- Dans le jeu vidéo Guild Wars 2, Déimos est le dernier boss du raid « Bastion du pénitent ».
- Dans le jeu vidéo Grepolis, Déimos est un héros qui augmente la force des unités offensives.
- Dans Sailor Moon, Deimos est l'un des deux oiseaux de Rei Hino, soit Sailor Mars.
- Dans Witch and God de Liv Stone, Deimos est le « bookboyfriend » et l’un des personnages principaux.
- Dans Rainbow Six Siege, Deimos est un agent dans l'équipe attaquante qui lance un drone lui indiquant la position d'un ennemi. En contrepartie, Deimos dévoile également sa position à l'ennemi.